# Toplica (Kiseljak, BiH)
Toplica je naseljeno mjesto u općini Kiseljak, Federacija Bosne i Hercegovine, BiH.

## Stanovništvo

### 1991.
Nacionalni sastav stanovništva 1991. godine, bio je sljedeći:
ukupno: 93
- Muslimani - 50
- Hrvati - 43

### 2013.
Nacionalni sastav stanovništva 2013. godine, bio je sljedeći:
ukupno: 54
- Bošnjaci - 42
- Hrvati - 10
- ostali, neopredijeljeni i nepoznato - 2